# Босвелт, Паул
Па́ул Бо́свелт (нидерл. Paul Bosvelt, МФА: [ˈpʌu̯l ˈbɔsfɛlt]; род. 26 марта 1970, Дутинхем, Гелдерланд) — нидерландский футболист, ныне тренер. Провёл 24 матча за сборную Нидерландов.

## Карьера

### Клубная
Профессиональная карьера Босвелта начиналась в клубе «Гоу Эхед Иглз», за который он играл с 1989 по 1994 год, проведя 139 матчей и забив 27 мячей. В 1994 году Паул перешёл в более сильный «Твенте» и сразу стал в клубе игроком основы.
Во всех трёх сезонах за «Твенте» Босвелт показывал уверенную игру, что позволило ему перебраться в стан одного из лидеров нидерландского футбола — «Фейеноорд», в составе которого и прошёл наиболее яркий период его карьеры. В составе роттердамского клуба он стал чемпионом Нидерландов в 1999 году и обладателем Кубка УЕФА 2002.
В 2003 году Босвелт решил сменить чемпионат и перешёл в английский «Манчестер Сити». За 2 сезона, проведённые в составе «горожан», Босвелт вышел на первые роли в клубе, сыграв за клуб 52 матча и забив 2 мяча. В 2005 году ветеран Босвелт вернулся в Нидерланды и провёл 2 сезона за «Херенвен», где в 2007 году и завершил карьеру.

### Сборная
За сборную Нидерландов Босвелт начал играть поздно — свой дебютный матч со сборной Бельгии он провёл в возрасте 30 лет. Несмотря на столь поздний дебют, Паул успел сыграть на двух чемпионатах Европы — в 2000 и 2004 годах. Всего за сборную Нидерландов Босвелт сыграл 24 матча.
В матче против Чехии на групповом этапе чемпионата Европы 2004 года Босвелт вышел при счёте 2:1 в пользу голландской сборной, сменив Арьена Роббена, однако после выхода Босвелта игра голландцев разладилась, и в итоге чехи победили 3:2. После этого матча в адрес тренера голландцев Дика Адвоката полились не только обильная критика, но и откровенная грязь: от Адвоката требовали немедленно уйти в отставку, а замену окрестили «худшей в истории футбола».

### Тренерская
В июне 2012 года стал тренером юношеской команды клуба «Твенте».

## Статистика

### Матчи Босвелта за сборную Нидерландов
| Матчи Босвелта за сборную Нидерландов | Матчи Босвелта за сборную Нидерландов | Матчи Босвелта за сборную Нидерландов | Матчи Босвелта за сборную Нидерландов | Матчи Босвелта за сборную Нидерландов | Матчи Босвелта за сборную Нидерландов |
| ------------------------------------- | ------------------------------------- | ------------------------------------- | ------------------------------------- | ------------------------------------- | ------------------------------------- |
| №                                     | Дата                                  | Соперник                              | Счёт                                  | Голы Босвелта                         | Соревнование                          |
| 1                                     | 29 марта 2000                         | Бельгия                               | 2:2                                   | —                                     | Товарищеский матч                     |
| 2                                     | 26 апреля 2000                        | Шотландия                             | 0:0                                   | —                                     | Товарищеский матч                     |
| 3                                     | 4 июня 2000                           | Польша                                | 3:1                                   | —                                     | Товарищеский матч                     |
| 4                                     | 21 июня 2000                          | Франция                               | 3:2                                   | —                                     | Чемпионат Европы 2000                 |
| 5                                     | 25 июня 2000                          | Югославия                             | 6:1                                   | —                                     | Чемпионат Европы 2000                 |
| 6                                     | 29 июня 2000                          | Италия                                | 0:0 (1:3 пен.)                        | —                                     | Чемпионат Европы 2000                 |
| 7                                     | 2 сентября 2000                       | Ирландия                              | 2:2                                   | —                                     | Чемпионат мира 2002 (отбор)           |
| 8                                     | 7 октября 2000                        | Кипр                                  | 4:0                                   | —                                     | Чемпионат мира 2002 (отбор)           |
| 9                                     | 11 октября 2000                       | Португалия                            | 0:2                                   | —                                     | Чемпионат мира 2002 (отбор)           |
| 10                                    | 15 ноября 2000                        | Испания                               | 2:1                                   | —                                     | Товарищеский матч                     |
| 11                                    | 24 марта 2001                         | Андорра                               | 5:0                                   | —                                     | Чемпионат мира 2002 (отбор)           |
| 12                                    | 28 марта 2001                         | Португалия                            | 2:2                                   | —                                     | Чемпионат мира 2002 (отбор)           |
| 13                                    | 19 мая 2002                           | США                                   | 2:0                                   | —                                     | Товарищеский матч                     |
| 14                                    | 21 августа 2002                       | Норвегия                              | 1:0                                   | —                                     | Товарищеский матч                     |
| 15                                    | 20 ноября 2002                        | Германия                              | 3:1                                   | —                                     | Товарищеский матч                     |
| 16                                    | 12 февраля 2003                       | Аргентина                             | 1:0                                   | —                                     | Товарищеский матч                     |
| 17                                    | 30 апреля 2003                        | Португалия                            | 1:1                                   | —                                     | Товарищеский матч                     |
| 18                                    | 7 июня 2003                           | Беларусь                              | 2:0                                   | —                                     | Чемпионат Европы 2004 (отбор)         |
| 19                                    | 10 сентября 2003                      | Чехия                                 | 1:3                                   | —                                     | Чемпионат Европы 2004 (отбор)         |
| 20                                    | 31 марта 2004                         | Франция                               | 0:0                                   | —                                     | Товарищеский матч                     |
| 21                                    | 28 апреля 2004                        | Греция                                | 4:0                                   | —                                     | Товарищеский матч                     |
| 22                                    | 1 июня 2004                           | Фарерские острова                     | 3:0                                   | —                                     | Товарищеский матч                     |
| 23                                    | 5 июня 2004                           | Ирландия                              | 0:1                                   | —                                     | Товарищеский матч                     |
| 24                                    | 19 июня 2004                          | Чехия                                 | 2:3                                   | —                                     | Чемпионат Европы 2004                 |

Итого: 24 матча / 0 голов; 13 побед, 6 ничьих, 5 поражений.

## Достижения

### Клубные
- Чемпион Нидерландов: 1998/99
- Обладатель Кубка УЕФА: 2001/02

### Международные
- Бронзовый призёр (полуфиналист) Чемпионата Европы 2000
- Бронзовый призёр (полуфиналист) Чемпионата Европы 2004